# Выхвостовская трагедия

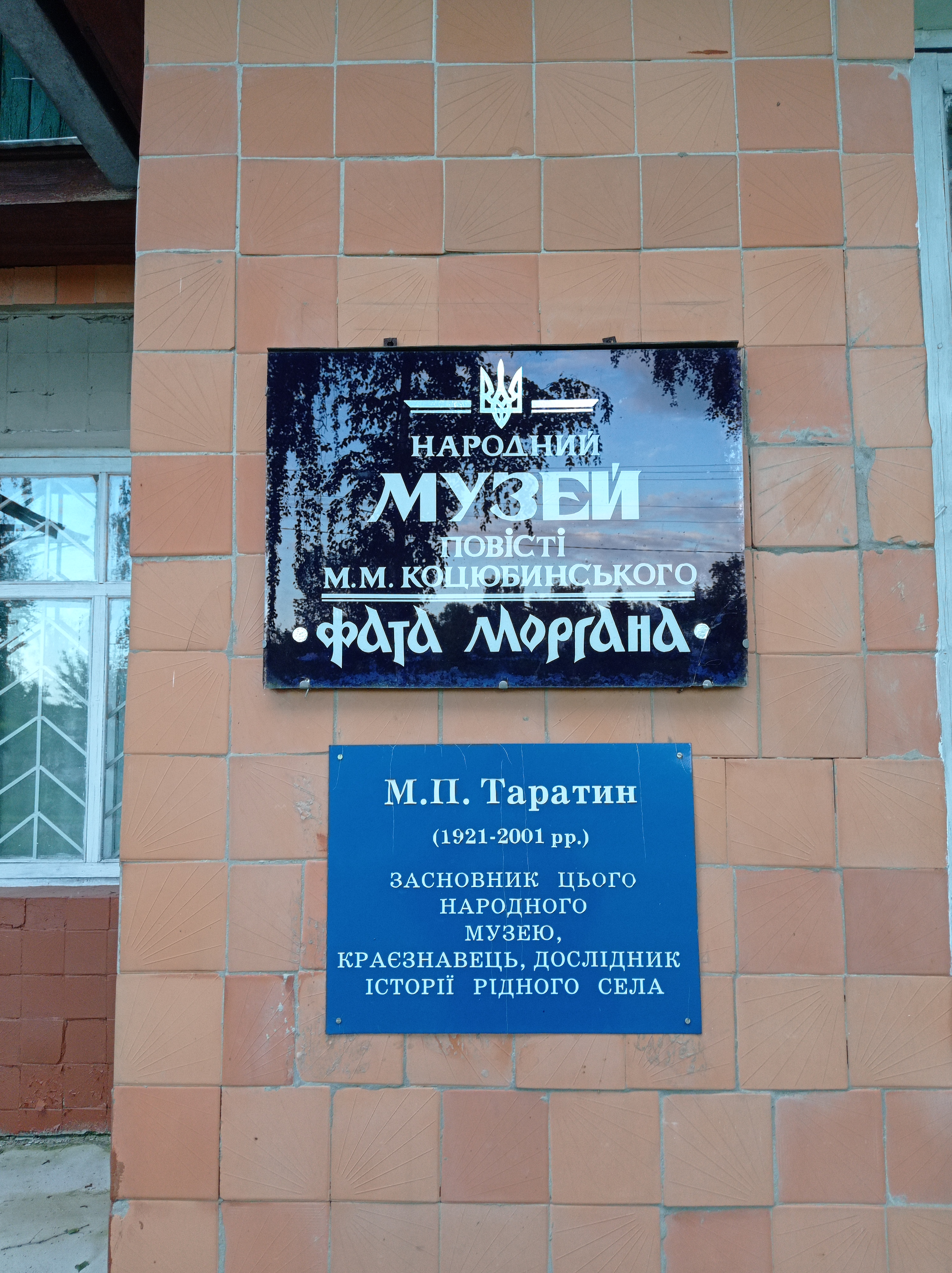
Народный музей повести М. М. Коцюбинского «Фата-моргана»

Выхвостовская трагедия — самосуд зажиточных крестьян (т. н. «кулаков») над неимущими крестьянами, участниками революционного движения в селе Выхвостов (ныне село Городнянского района Черниговской области). В октябре 1905 года под влиянием Октябрьской всероссийской политической забастовки (эпизод революции 1905—1907 годов) недовольство бедноты своим положением вылилось в открытые нападения на помещичьи имения и кулацкие усадьбы. В течение октября крестьяне захватили и частично уничтожили не менее 50 имений. Большой активностью отличались крестьяне Тупчивской волости Городнянского уезда (Черниговская губерния), которые в течение одной недели разгромили все крупные помещичьи имения. В частности, разрушили винокуренный завод помещика Карвальського-Гриневского в селе Выхвостов, пытались поделить землю, имущество, сельскохозяйственный инвентарь и скот помещиков и зажиточных крестьян. Защищая своё имущество, последние, воспользовавшись тем, что к селу приближался карательный отряд, созвали с помощью крестьянского старосты, десятских и стражников сельскую сходку, на которой учинили расправу, убив 15 (согласно другому источнику, 16) активистов сельского выступления. Черниговская выездная сессия Киевской судебной палаты оправдала действия зажиточных крестьян, мотивируя своё решение тем, что они выступили в защиту частной собственности и законного порядка. События в селе Выхвостов легли в основу повести М. М. Коцюбинского «Fata morgana». Всего на Украине произошло около 10 подобных случаев самосуда.

## Музей
В селе Выхвостов существует музей, посвященный произведению «Фата-моргана» Михаила Коцюбинского.